# 喜馬拉雅錢德拉天文台
喜馬拉雅錢德拉天文台（Indian Astronomical Observatory）是印度天文物理研究所（IAO）是位於印度漢勒的一座高海拔天文台，由印度天文物理研究所營運。喜馬拉雅錢德拉天文台位於喜馬拉雅山脈西部，海拔4,500公尺（14,764英尺），是世界上海拔最高的光學、紅外線和伽馬射線望遠鏡觀測站之一。

## 位置
喜馬拉雅錢德拉天文台位於印度拉達克聯邦屬地東南部漢勒縣迪格帕拉察裡的薩拉斯瓦蒂山上。前往靠近中國邊境（實際控制線）的天文台，需要從列城出發，開車250公里（160 英里），耗時10小時。尼奧馬位於漢勒西北 75 公里處，設有印度軍事空軍基地。